# Feliceto
Feliceto [felitʃɛto] est une commune française située dans la circonscription départementale de la Haute-Corse et le territoire de la collectivité de Corse. Le village appartient à la piève de Sant'Andréa, en Balagne.

## Géographie

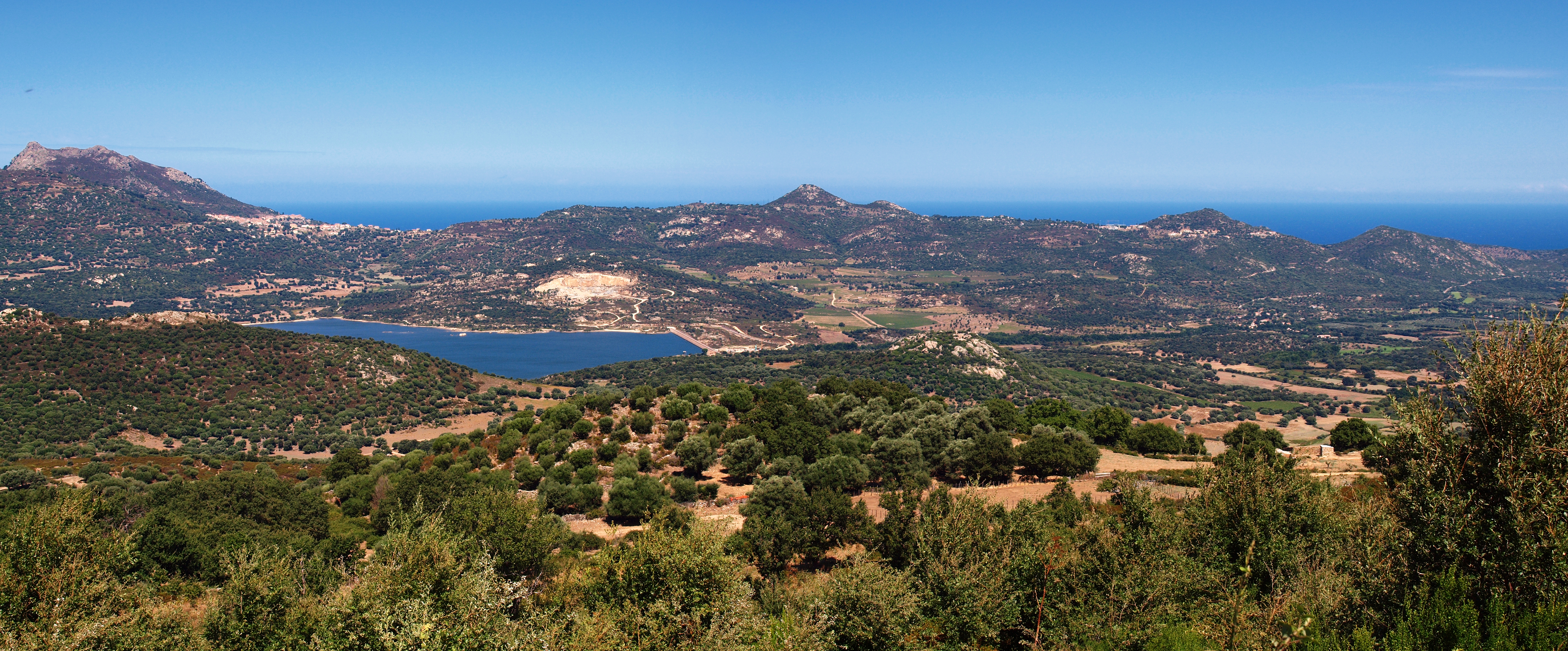
Panorama sur le Regino.

### Situation
Feliceto est une commune de Balagne, l'une des 19 communes qui forment le canton de Belgodère. Elle est limitrophe du Parc naturel régional de Corse et ne possède pas de façade maritime.

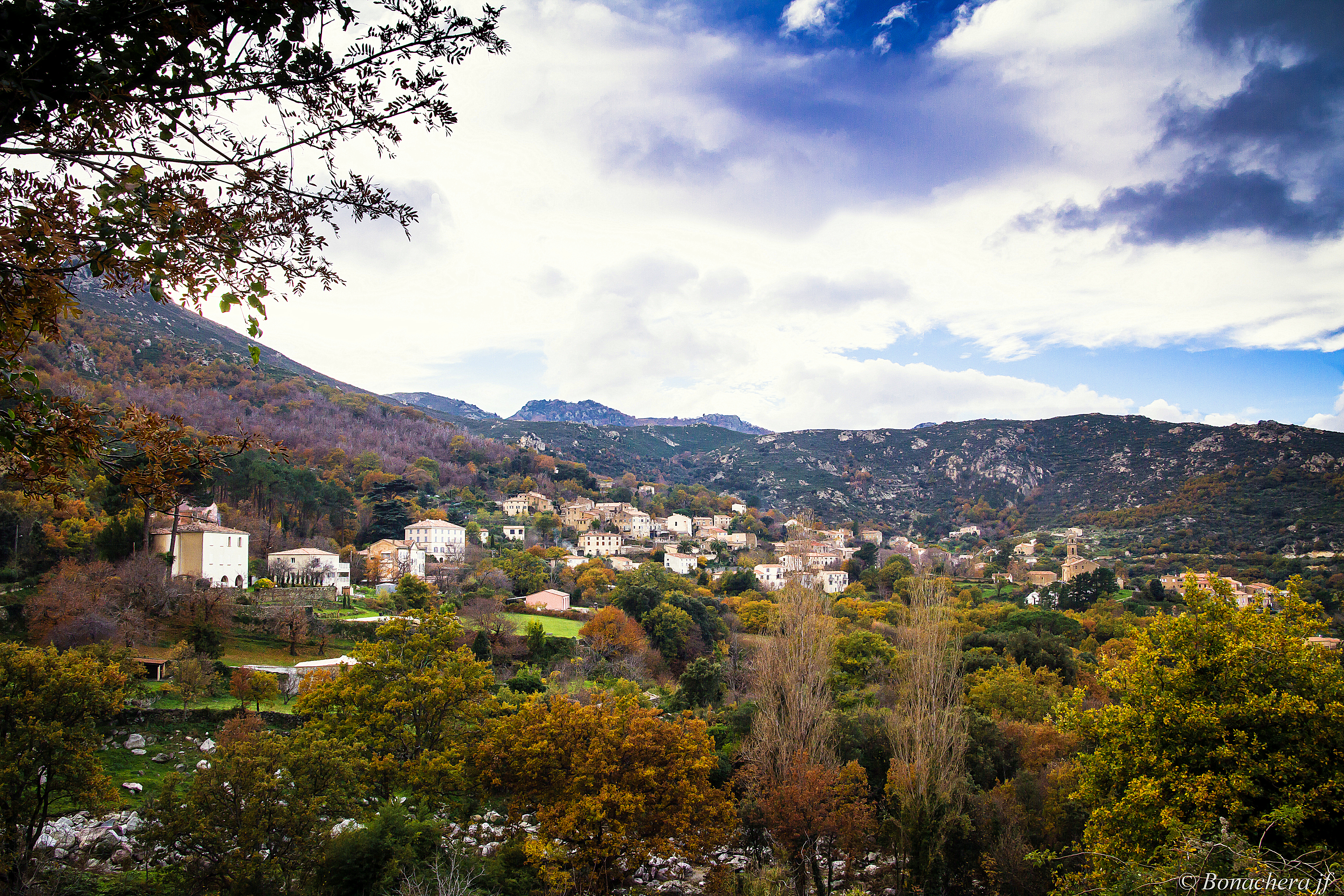
Le village de Felicetu vu depuis padulella.

### Relief
Feliceto se situe dans la « Corse cristalline » composée de roches magmatiques. Sa partie plaine fait partie de la cuvette du Regino qui est formée avec des sédiments quaternaires. Tout comme la kyrielle de « villages balcons » du Regino, la commune est accrochée au flanc d'un chaînon secondaire qui sépare la vallée du Regino de la plaine de Calenzana et se prolonge jusqu'à Capu d'Occi (563 m) au-dessus de Lumio.
Elle est flanquée au sud contre la chaîne montagneuse du massif du Monte Grosso, cernée par une ligne de crête composée des sommets Monte al Prato (924 m), Capu alla Forcella (1 185 m), Cima di Cuzzia (1 321 m), Cima Caselle (1 622 m), San Parteo (1 680 m) à cheval sur Feliceto et sur Pioggiola, Punta di Accenata (1 323 m). Elle occupe une partie de la vallée du Regino avec quelques collines comme Monte Longu (394 m), Capu a i Mori (455 m), Scolca (285 m) et Capu di Custa (286 m). C'est une longue bande de terre qui s'étend au nord jusqu'au lac de Codole, « étranglée » au milieu par la zone habitée, le village et ses deux hameaux. Sa partie sud est représentée par la haute vallée du Regino.

### Hydrographie

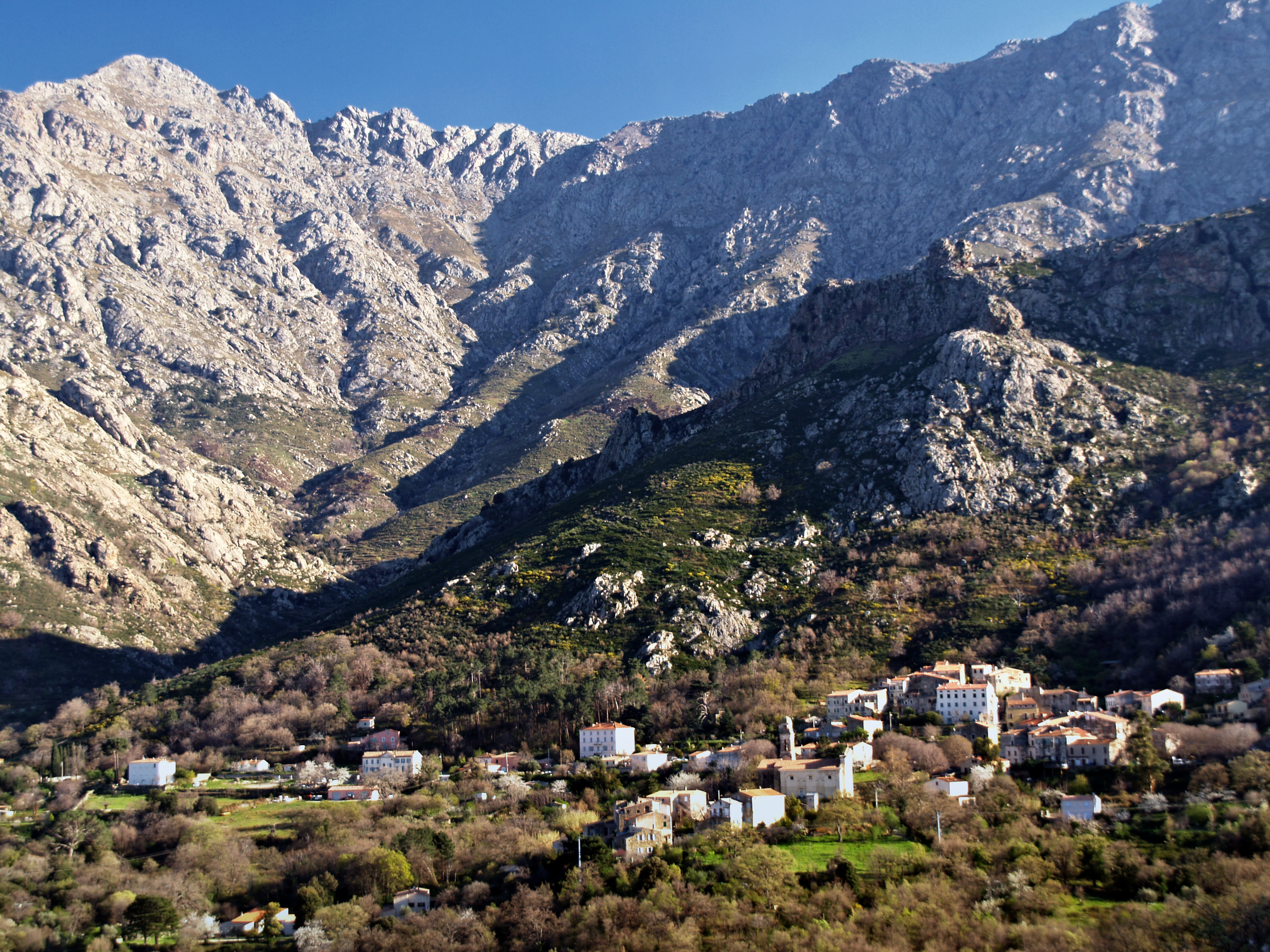
Vue du village depuis la D 13.

Le Regino prend sa source sur la commune, à l'ouest et tout proche du San Parteo (1 680 m - Pioggiola), à 1 350 mètres d'altitude. Il traverse le village, arrose la plaine éponyme et alimente le lac de Codole, lac de barrage dont Feliceto possède la partie sud.

### Climat
La haute chaîne de montagne est à l'origine de nombreuses sources. C'est une « félicité » dont le village a tiré son nom. Quatre sources sont captées pour alimenter la commune. Sous la ligne de crête aux parois rocheuses nues, le cadre est verdoyant, boisé de chênes, pins et châtaigniers sur les hauteurs, d'oliviers dès le village jusqu'à la plaine du Regino où apparaissent les vignes des domaines Renucci et Maestracci.
Comme partout en Balagne, Feliceto est exposée aux vents d'ouest dominants, forts et assez fréquents tels le libeccio et les traînes de mistral. Les écarts thermiques y sont toutefois modérés, l'influence de la mer étant. Les étés sont secs et les risques d'incendie grands.
Les inondations sont un autre risque naturel important. Ainsi, la commune a subi de récentes catastrophes : 
- du 25 octobre 2007 au 26 octobre 2007 : inondations et coulées de boue ;
- du 29 novembre 2008 au 30 novembre 2008 : inondations et coulées de boue.

### Voies de communication et transports

Panorama du village.

#### Accès routiers
Le village de Feliceto est traversé par la route départementale D71 encore appelée « Route corniche de la Balagne » puisqu'elle relie un grand nombre de villages balanins. Elle est appelée route principale ou stradò suttanu en traversant le village et sa place centrale nommée u ghjardinettu. 
La commune est desservie dans sa partie « plaine » par deux autres routes départementales :
- la D 13 qui relie Santa-Reparata-di-Balagna à Feliceto par la plaine du Regino, en traversant la partie orientale de la commune de Sant'Antonino. Elle fait jonction avec la D 71 à l'entrée occidentale du village.
- la D 113 qui rejoint la D 63 à 500 m au sud de la gare du Regino, gare la plus proche, sur le territoire de la commune de Speloncato et qui longe la rive sud du lac de Codole. La commune n'est pas desservie par la ligne des Chemins de fer de Corse.

#### Transports
Le port de commerce le plus proche est celui de L'Île-Rousse, à 14 km par la route de la plaine.

## Urbanisme

### Typologie
Au 1er janvier 2024, Feliceto est catégorisée commune rurale à habitat dispersé, selon la nouvelle grille communale de densité à sept niveaux définie par l'Insee en 2022.
Elle est située hors unité urbaine. Par ailleurs la commune fait partie de l'aire d'attraction de Calvi, dont elle est une commune de la couronne,. Cette aire, qui regroupe 15 communes, est catégorisée dans les aires de moins de 50 000 habitants,.

### Occupation des sols
L'occupation des sols de la commune, telle qu'elle ressort de la base de données européenne d’occupation biophysique des sols Corine Land Cover (CLC), est marquée par l'importance des forêts et milieux semi-naturels (86,3 % en 2018), une proportion identique à celle de 1990 (86 %). La répartition détaillée en 2018 est la suivante : 
milieux à végétation arbustive et/ou herbacée (48 %), espaces ouverts, sans ou avec peu de végétation (34,8 %), zones agricoles hétérogènes (5,5 %), prairies (5,1 %), forêts (3,5 %), cultures permanentes (1,7 %), eaux continentales (1,4 %). L'évolution de l’occupation des sols de la commune et de ses infrastructures peut être observée sur les différentes représentations cartographiques du territoire : la carte de Cassini (XVIIIe siècle), la carte d'état-major (1820-1866) et les cartes ou photos aériennes de l'IGN pour la période actuelle (1950 à aujourd'hui).

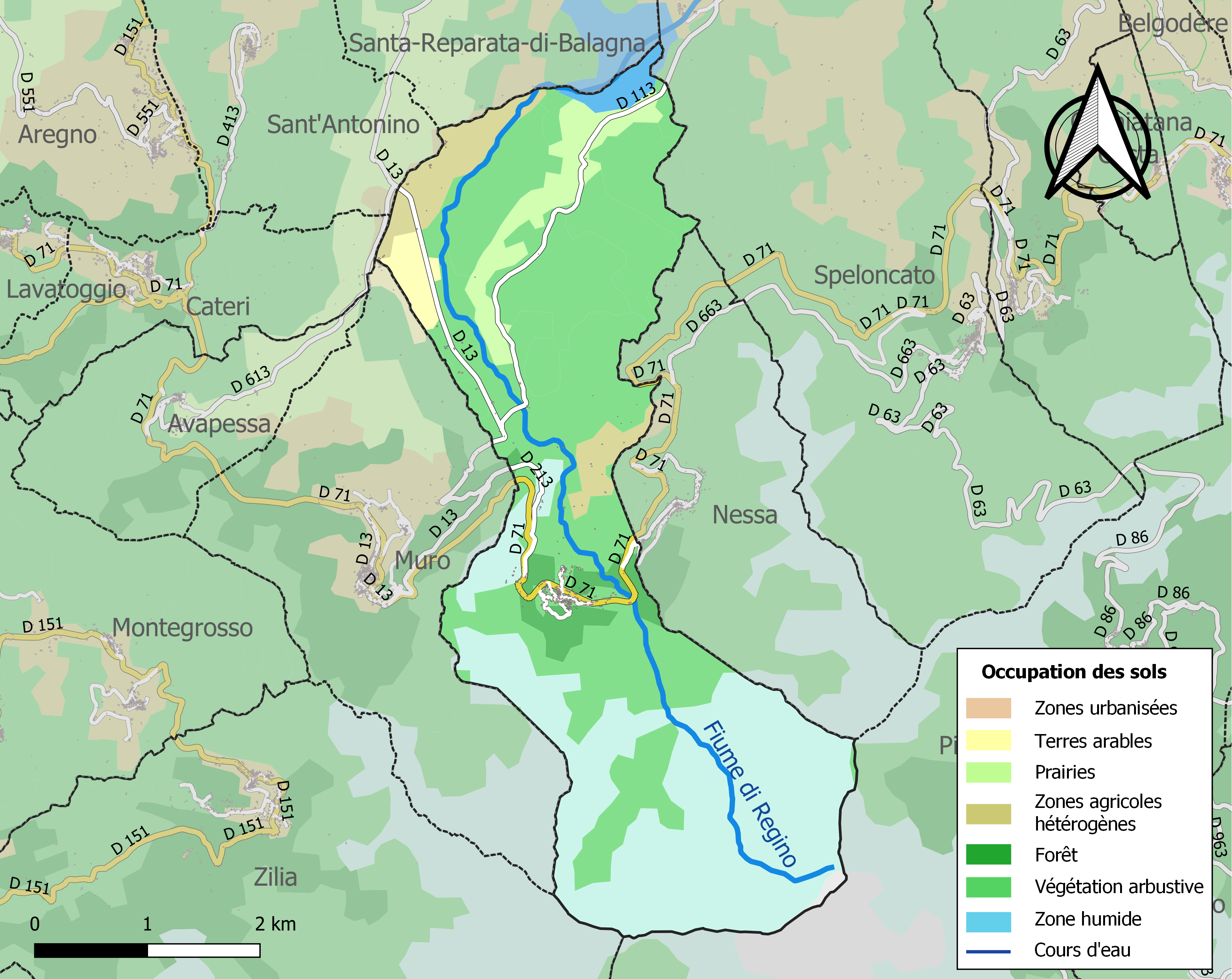
Carte des infrastructures et de l'occupation des sols de la commune en 2018 (CLC).
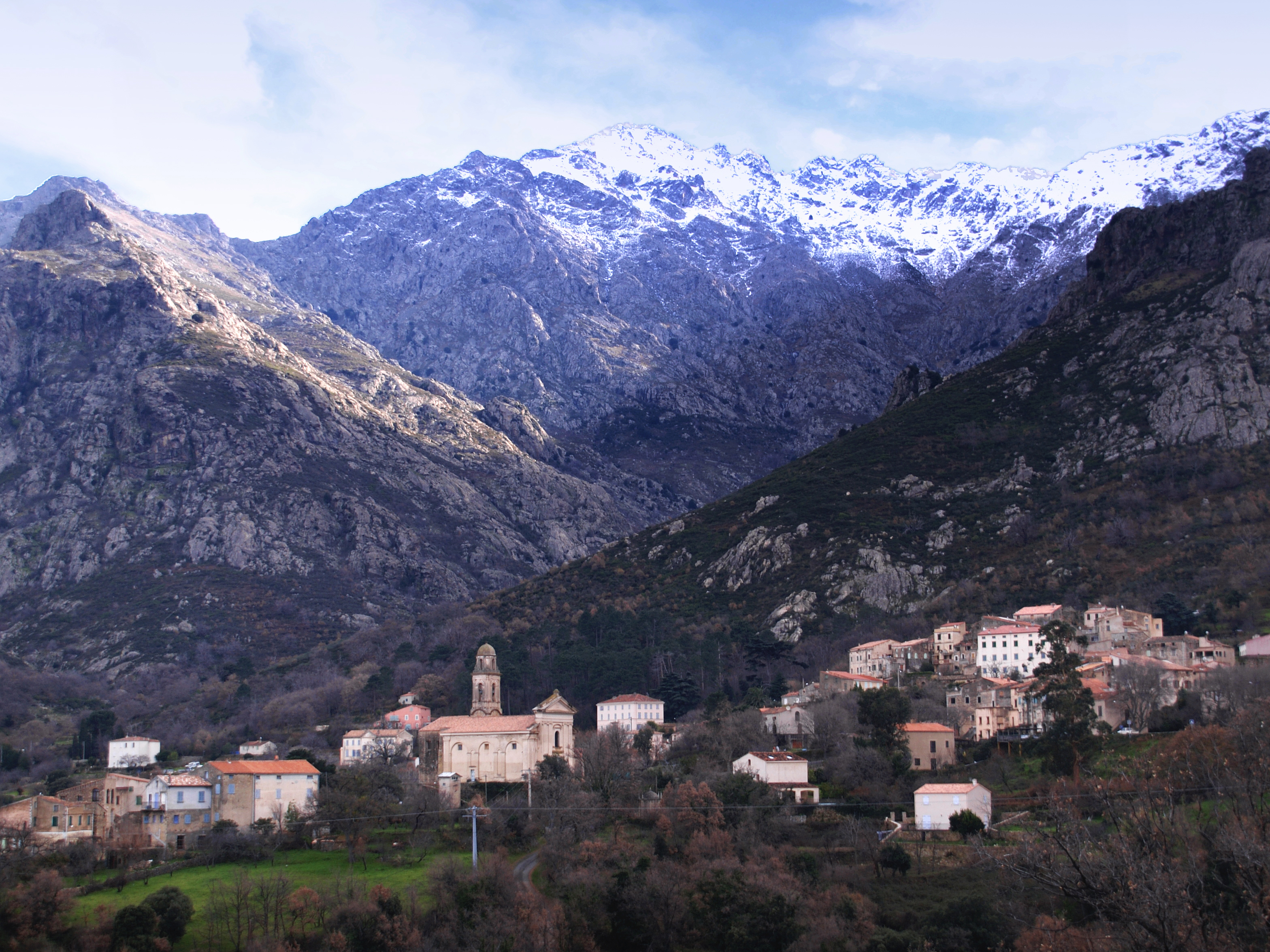
Village de Feliceto.

### Feliceto village
Le village est situé au-dessus de la route D 71 qui le traverse. Les habitations sont groupées et l'on y circule par d'étroites ruelles. Tout en haut, à 427 m d'altitude, se situe le réservoir d'eau.

### Strambolaccie

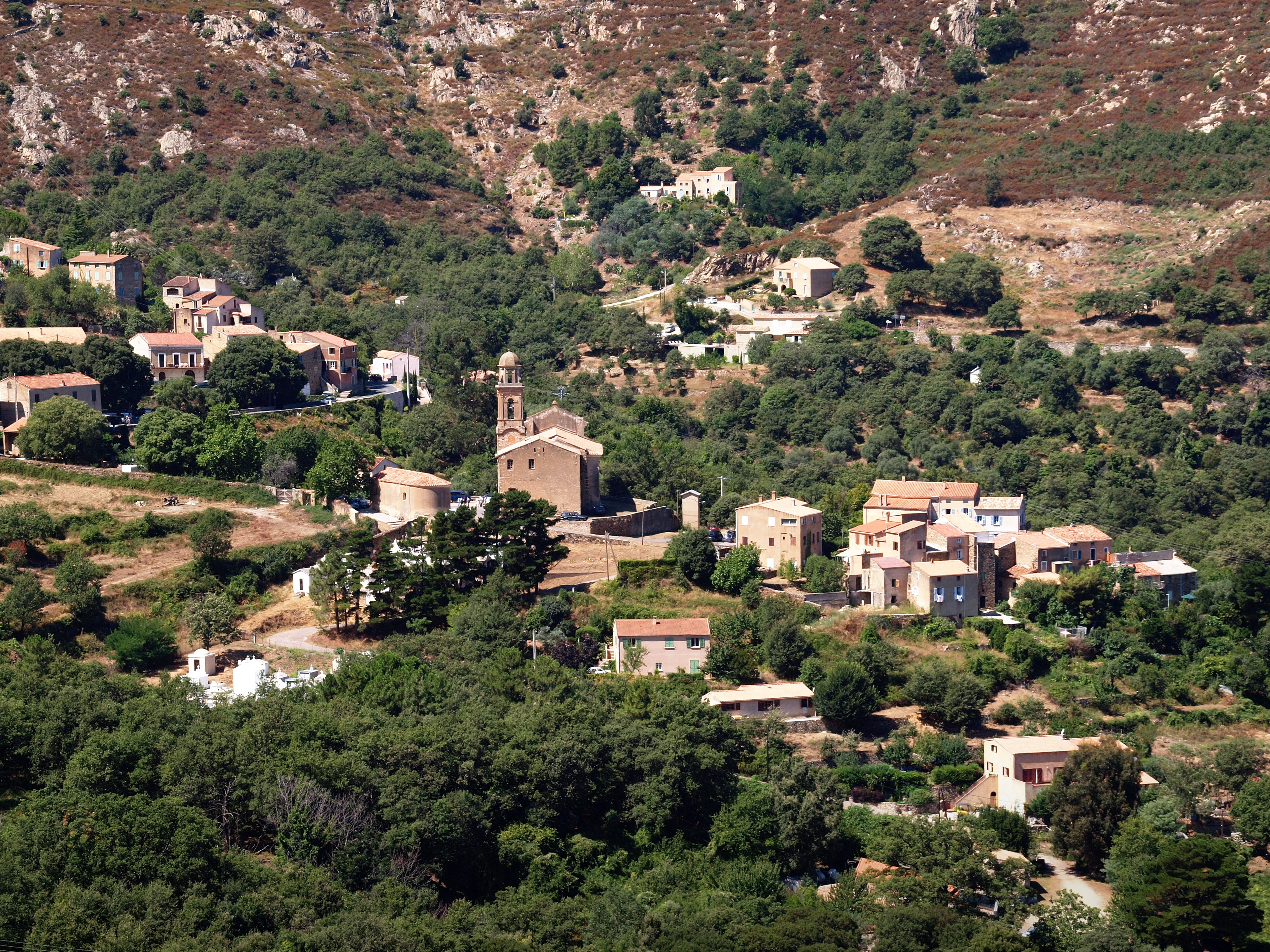
Strambolaccie.

Strambolaccie ( E Strumbulacce) se situe à la fois au nord et en contrebas du village. C'est le hameau le plus important. Il est desservi par une courte route en cul-de-sac passant devant l'église paroissiale San Niculau.

## Histoire

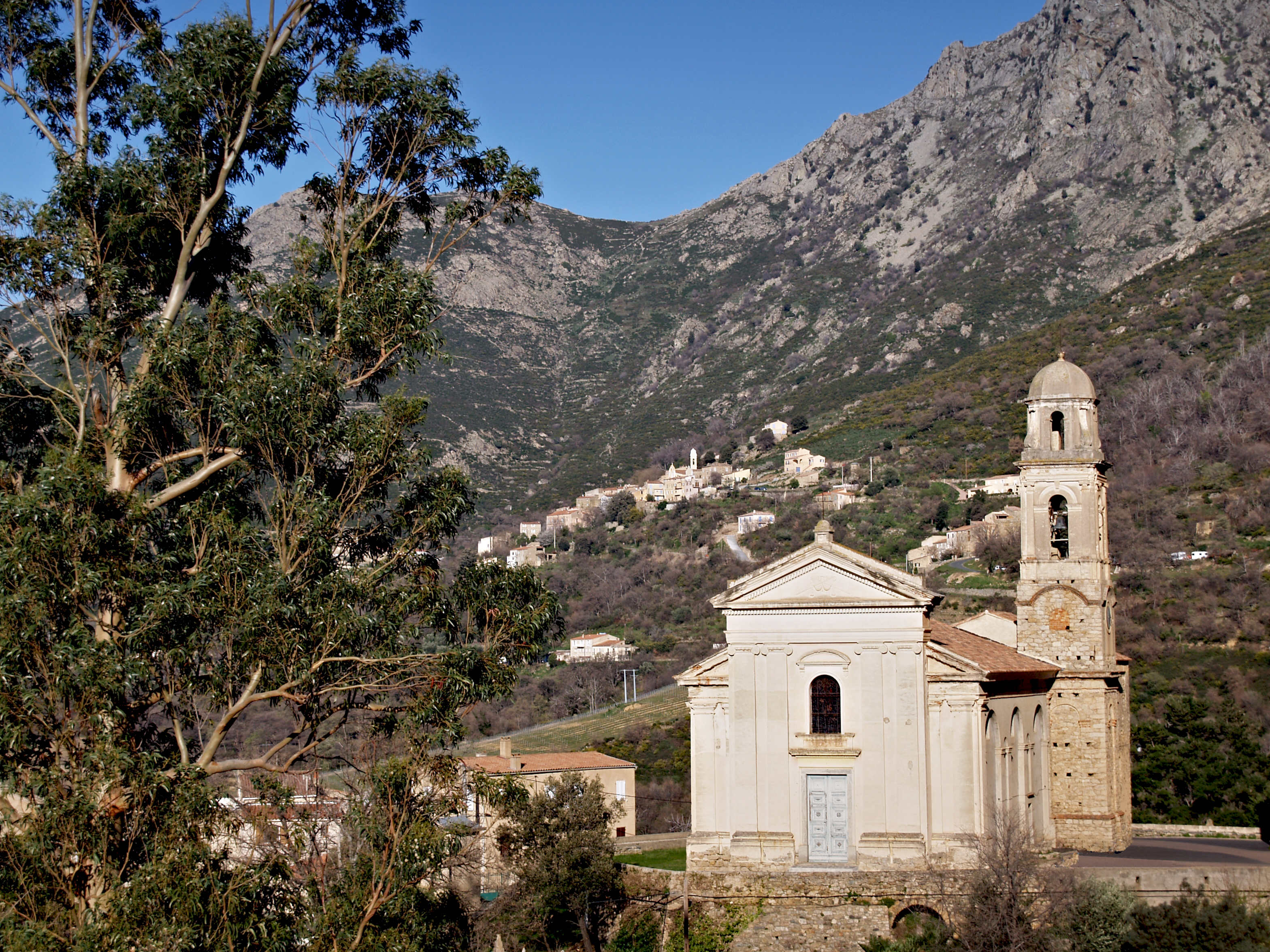
Saint-Nicolas. En fond le village de Nessa.

### Moyen Âge
Au XVIe siècle, la Balagne était une province composée de cinq pièves. Vers 1520, elle comprenait les "pievi" de Toani, Aregnu, Santo Andrea, Pino et Olmia. Feliceto faisait alors partie de Santo Andrea, pieve d'environ 1 350 habitants dont les lieux habités étaient Muro, Feliceto, Nesa, Iustiniani, Speloncato.

### Temps modernes

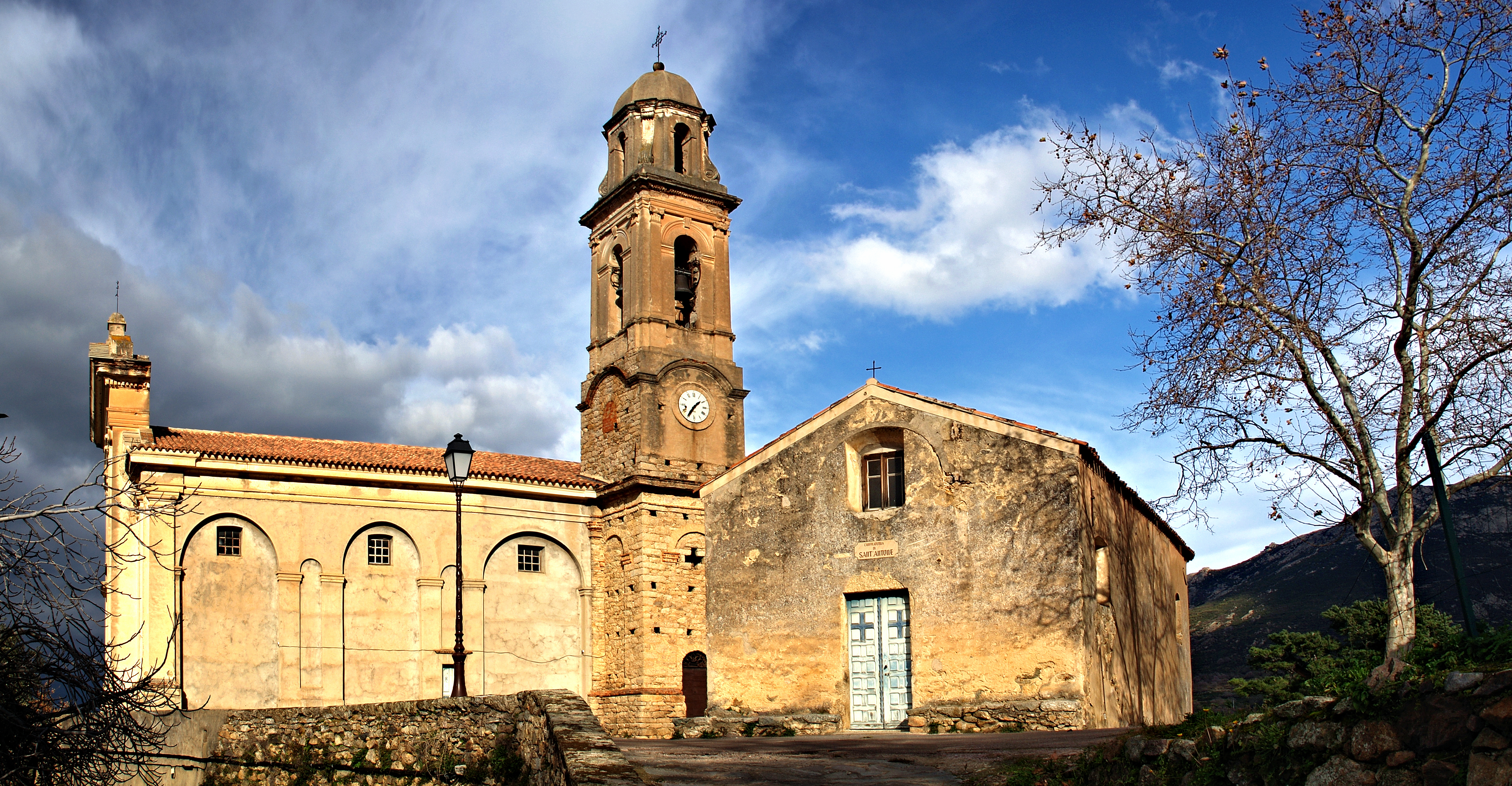
Église Saint-Nicolas.

Au XVIIIe siècle, après 1730 et le découpage de la pieve, Feliceto (population estimée à 228 habitants) avec Muro et Nessa, faisaient toujours partie de Santo Andrea. Ces communautés relevaient de la juridiction civile d'Algajola et Calvi.
- 1768 - Passant sous administration militaire française, la pieve de Santo Andrea fusionne avec les pievi d'Aregnu et de Tuani pour former la piève de Regino.
- 1789 - la Corse fait partie du royaume de France.
- 1790 - Peu après la Révolution française, est créé le département de Corse.
- 1793 - Le département de El Golo (l'actuelle Haute-Corse) est créé. La commune se trouvait dans le district de Calvi (qui devient en 1801 l'arrondissement de Calvi). Elle portait le nom de Felicelo (An II). En 1801 on retrouve le même nom au Bulletin des lois. Ce n'est que plus tard qu'elle prend son nom de Feliceto.
- 1793 - La pieve de Regino devient le canton de Regino (chef-lieu Muro). En 1828, il devient le canton de Muro[8].

### Époque contemporaine
En 1954 le canton de Muro comprenait les communes d'Algajola, Aregno, Avapessa, Cateri, Feliceto, Lavatoggio, Muro, Nessa et Speloncato.
De nouveaux cantons sont créés entre 1971 et 1973. Le canton de Belgodère (ex-pieve de Paraso), qui jusque-là était composé des communes de Belgodère, Costa, Novella, Occhiatana, Palasca et Ville di Paraso, est révisé et le nouveau canton est créé avec la fusion imposée des anciens cantons de Muro, Belgodère et Olmi-Cappella.

## Économie
Feliceto était autrefois une commune prospère par ses plantations d'oliviers et de vigne et pour son pastoralisme. Entre Nessa et Feliceto, deux caves fromagères regroupaient plus de 4 000 têtes de bétail. Aujourd'hui encore, oliviers et vignes prospèrent.

### Commerces et hébergement
La commune possède deux auberges, une verrerie, un café-tabac, une épicerie. un hôtel, des gites ruraux et des chambres d'hôtes, une boucherie. Tel un tragulinu, le boucher fait des tournées dans les villages voisins pour vendre sa marchandise.

### Viticulture
La commune se trouve dans l'appellation de vin Corse Calvi. Elle est sur le parcours de la Route des vins AOC Corse-Calvi (Strada Vinaghjola), un circuit créé par le Syndicat AOC Corse-Calvi et le Comité régional d'expansion et de promotion agricole de la Corse (CREPAC).
Feliceto compte deux domaines viticoles produisant de remarquables vins :
- Le Domaine Renucci ;
- Le Domaine Maestracci.

## Politique et administration
| Période   | Période  | Identité           | Étiquette | Qualité       |
| --------- | -------- | ------------------ | --------- | ------------- |
| vers 1897 | ?        | Don-Joseph Renucci |           |               |
| mars 2008 | En cours | Gérard Francisci   | UMP-LR    | Fonctionnaire |

## Démographie
L'évolution du nombre d'habitants est connue à travers les recensements de la population effectués dans la commune depuis 1800. Pour les communes de moins de 10 000 habitants, une enquête de recensement portant sur toute la population est réalisée tous les cinq ans, les populations de référence des années intermédiaires étant quant à elles estimées par interpolation ou extrapolation. Pour la commune, le premier recensement exhaustif entrant dans le cadre du nouveau dispositif a été réalisé en 2005.

En 2022, la commune comptait 233 habitants, en évolution de +5,43 % par rapport à 2016 (Haute-Corse : +5,15 %, France hors Mayotte : +2,11 %).
| 1800 | 1806 | 1821 | 1831 | 1836 | 1841 | 1846 | 1851 | 1856 |
| ---- | ---- | ---- | ---- | ---- | ---- | ---- | ---- | ---- |
| 476  | 469  | 555  | 509  | 544  | 588  | 683  | 653  | 712  |

| 1861 | 1866 | 1872 | 1876 | 1881 | 1886 | 1891 | 1896 | 1901 |
| ---- | ---- | ---- | ---- | ---- | ---- | ---- | ---- | ---- |
| 670  | 666  | 640  | 609  | 593  | 591  | 561  | 632  | 525  |

| 1906 | 1911 | 1921 | 1926 | 1931 | 1936 | 1946 | 1954 | 1962 |
| ---- | ---- | ---- | ---- | ---- | ---- | ---- | ---- | ---- |
| 509  | 522  | 417  | 419  | 380  | 360  | 344  | 269  | 206  |

| 1968 | 1975 | 1982 | 1990 | 1999 | 2005 | 2006 | 2010 | 2015 |
| ---- | ---- | ---- | ---- | ---- | ---- | ---- | ---- | ---- |
| 181  | 160  | 145  | 145  | 162  | 197  | 203  | 211  | 217  |

| 2020 | 2022 | - | - | - | - | - | - | - |
| ---- | ---- | - | - | - | - | - | - | - |
| 236  | 233  | - | - | - | - | - | - | - |

## Lieux et monuments

### Patrimoine naturel
La commune est concernée par trois ZNIEFF :

#### ZNIEFF Oliveraies et boisements des collines de Balagne
Muro fait partie des 18 communes de Balagne concernées par la ZNIEFF 940004142 - Oliveraies et boisements des collines de Balagne (2e génération), zone répartie sur trois des principales vallées de la Balagne : la vallée du Fiume Seccu, le bassin d'Aregno et la vallée du Regino.

#### ZNIEFF 940030247 - Vallée du Regino
La zone concerne dix communes. Ce site est situé au creux de la vallée du Regino, et suit le cours d'eau. La ZNIEFF englobe la ZPS mise en place pour le suivi et la protection du milan royal, avec une extension pour le cours d'eau, pour ses intérêts batracologique, herpétologique et chiroptérologique, et de l'intérêt écologique de la vallée du Regino par la diversité des milieux environnants : maquis bas, zones ouvertes, arbres isolés.

#### ZNIEFF 940004233 - Crêtes et hauts versants asylvatiques du monte Cinto
Cette vaste zone qui concerne 16 communes comprend l'ensemble du haut massif du Cinto au sens large.

### Architecture sacrée

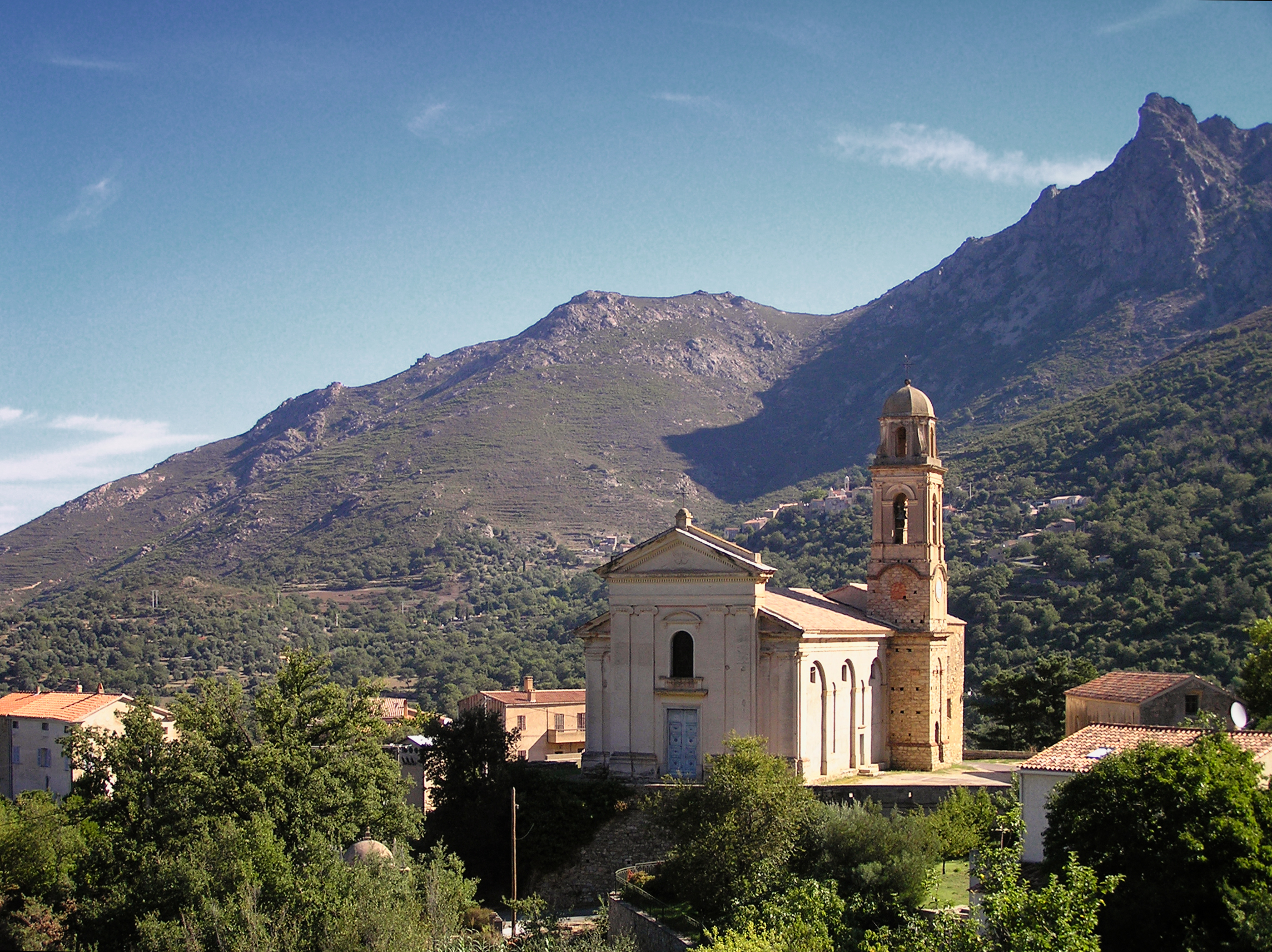
Église Saint-Nicolas.

#### ÉgliseSaintNicolas
Édifice de style baroque de fin XVIIe siècle, XVIIIe siècle. Elle a été bâtie sur l'emplacement d'une ancienne église détruite en 1646 et qui était dédiée à saint André. Elle est dotée de remarquables orgues situées au-dessus du chœur derrière le maître-autel et œuvre de Don Anton Pietro Saladini de Speloncato. Elle renferme des toiles dont la Présentation de la Vierge au Temple, tableau du XVIIe siècle classé Monument historique par arrêté du 23 septembre 2005.
L'église recèle également un baptistère en marbre de Carrare du XIXe siècle, don de la famille Renucci, un maître-autel de Giuseppe Lucciani et un chemin de croix (quatorze stations) peint par Saverio Farinole entre 1720 et 1760.

#### Autres
- Chapelle Saint-Roch (San Roccu) située en dessous de l'église, accessible par un petit chemin qui mène en le poursuivant, à un pont génois à proximité d'un moulin privé.
- Chapelle de Confrérie place de l'Église.
- Vestiges de la chapelle San Andrea dont des pierres ont été réutilisées dans une construction au lieu-dit « Pieve », à un peu plus d'un kilomètre (distance orthodromique) au nord de Strambolaccie.

### Architecture civile
- Monument aux morts
- Trois anciens moulins à grains : deux sur le ruisseau de Piano au lieu-dit Ponte a tre porte et un autre sur le Regino au lieu-dit Fiscione ;
- Deux moulins à huile en parfait état de marche, situés à la sortie du village en direction de Nessa. Un des moulins abrite une auberge que Joseph son dirigeant fait visiter.
- Fontaine et lavoir au centre du village.
- Pont génois au lieu-dit Laretu, à un kilomètre au nord du village.
- Autre pont génois sur le fiume di Regino proche de la chapelle San Rocco, juste au nord de Strambolaccie.

### Autres
- La « maison du bandit » est située sur la Falcunaghja (le refuge du faucon en langue corse) à 600 m d'altitude ; la maison offre une vue dégagée sur une partie de la Balagne (village de Feliceto, Nessa, Muro, Sant'Antonino et sur la mer Méditerranée. Elle est accessible par un sentier facile à partir du haut du village (refermez les portails).

Dominant le village, la maison a été construite au XVIIe siècle par un ancien maire, au sommet d'un nid d'aigle afin de pouvoir mieux surveiller ses administrés au moyen d'une longue vue et pour servir d'asile aux bandits de passage. Le fameux bandit corse Spada y aurait séjourné quelques jours.
- La verrerie de Feliceto est connue depuis 1976 pour la couleur de ses verres ainsi que pour le souffleur de verre Ange Campana décédé en 2001.

## Personnalités liées à la commune
- Ange Philippe Campana, maître-verrier corse.
- Gaspare Domini, facteur d'orgue. Son tombeau se situe sous l'église.
- André Nobili dit Dede Nobili, auteur-compositeur, actuellement chanteur du groupe Canta u Populu Corsu et compositeur de plusieurs chansons du groupe I Chjami Aghjalesi.
- Nicolas Nobili, auteur de la monographie de Feliceto « Da eri à dumane » préfacée par Pierre Soavi.
- Joseph Soavi, historien.
- Pierre Soavi, écrivain, auteur de l'ouvrage « Les Vents de l'oubli ».

## Fêtes et loisirs
- 16 août : fête de la San Roccu (Saint-Roch).
- Sentiers de randonnées : des sentiers permettent d'atteindre les sommets environnants : Monte Grosso (1 938 m - Zilia), Cima Casella (1 622 m) et le San Parteo (1 630 m - Pioggiola).
- Strada di i Sensi et strada di l'Artigiani. Feliceto se trouve à la fois sur les deux « parcours » des Sens et de l'Artisanat du fait de l'existence d'une verrerie d'art et de deux domaines viticoles.